# کارل کوییو
کارل کوییو (استونیایی: Karl Kõiv؛ ۳ دسامبر ۱۸۹۴ – ۶ اوت ۱۹۷۴) وزنه‌بردار اهل استونی بود.
وی در مسابقات بین‌المللی در مجموع برندهٔ ۱ مدال نقره شده‌است.